# 懷特奧克鎮區 (密蘇里州亨利縣)
懷特奧克鎮區（英語：White Oak Township）是位於美國密蘇里州亨利縣的一個行政鎮區。

## 地方資料
懷特奧克鎮區的面積為84.08平方千米，當中陸地面積為83.02平方千米，而水域面積為1.05平方千米。根據2020年美國人口普查的數據，當地共有人口725人，而人口密度為每平方千米8.62人。